# Čachotín
Čachotín – wieś i gmina w Czechach, w powiecie Havlíčkův Brod, w kraju Wysoczyna. Według danych z dnia 1 stycznia 2014 liczyła 180 mieszkańców.